# Tsendsuren Erdene-Munkh
Tsendsuren Erdene-Munkh (ur. w 1967) – mongolski lekkoatleta specjalizujący się w sprincie.

## Rekordy życiowe
- Bieg na 400 metrów – 48,15 (1989) rekord Mongolii[2]
- Bieg na 400 metrów przez płotki – 54,00 (1990) rekord Mongolii[3]
- Skok wzwyż – 2,05 (1986)[1]
- Bieg na 200 metrów (hala) – 22,60 (1989) rekord Mongolii[4]
- Bieg na 400 metrów (hala) – 49,23 (1990) rekord Mongolii[4]